# 加費魯特島
加費魯特島是西太平洋島國密克羅尼西亞聯邦的環礁，屬於加羅林群島的一部分，位於法勞萊普環礁東北100公里，長0.6公里、寬0.2公里，面積0.13平方公里，最高點海拔高度7米，島上無人居住。
9°14′N 145°23′E / 9.233°N 145.383°E